# 和泉市総合スポーツセンター
和泉市総合スポーツセンター（いずみしそうごうスポーツセンター）は、大阪府和泉市にあるスポーツ施設。元大阪府立横山高等学校跡地
関西トランスウェイ株式会社がネーミングライツを取得しており、「関西トランスウェイスポーツスタジアム」（かんさいトランスウェイスポーツスタジアム）の呼称を用いている。
2017年5月に全面オープン。ミズノグループが指定管理者として管理・運営に当たっている。また、ミズノによるフットボール・卓球・テニスのスクール事業も行われている。

## 施設

### 野球場
硬式野球（中学生以下）、軟式野球（全年齢）、ソフトボール、キックベースボール等に対応。
- 両翼90m、中堅110m（内野:黒土、外野:真砂土）
- スコアボード
- 夜間照明設備付
- 観客席310席
- ピッチングブルペン（1・3塁側）
- ロッカールーム
- 更衣室・シャワー室

### 多目的グラウンド
和泉市初の人工芝・多目的グラウンド。
- ロングパイル人工芝1面
- フィールド115m×78m（余白含む）
  - サッカー公認サイズ。子ども用サッカー区画2面も表示。
- 夜間照明設備付
- 更衣室・シャワー設備

### テニスコート
- 砂入り人工芝コート4面
- 夜間照明設備付
- 更衣室・シャワー設備

### 多目的室
- 部屋貸しのほか、ミズノ卓球スクールとしても運用している[5]。

## 営業時間
- 9:00～21:00
- 休業日：年末年始（12月29日～翌年1月3日）

## 駐車場
- 収容台数194台
  - 料金：初めの2時間無料、以降30分毎に100円、駐車後24時間最大料金500円[6]

## 交通アクセス
- 最寄バス停留所「国分峠東（和泉市総合スポーツセンター前）」下車すぐ[7]
  - 南海泉北線 和泉中央駅、光明池駅、栂・美木多駅より南海バス。
  - 阪和線 和泉府中駅より南海バス。
  - 南海高野線 河内長野駅より南海バス。